# 高家坪乡
高家坪乡是中国陕西省榆林市子洲县下辖的一个乡。

## 行政区划
高家坪乡下辖以下行政区：
高坪村、刘家园则村、马家阳湾村、马家坪村、庙沟村、董家圪堵村、纸房村、党家坪村、范家沟村、冯家墕村、狼牙刺湾村、申沟村、吴家塔村、吴家沟村、惠家砭村、常兴庄村、延家河村、大坪台村、阎家沟村、梨树台村、坬墕村